# Bahri Oruçi
Bahri Oruçi (srp. Bahri Oruči) (Mikušnica kod Kosovske Mitrovice, 9. veljače 1930. – Ulcinj, 16. studenoga 2011.), visoki kosovsko albanski političar, društveno-politički radnik SFRJ, SR Srbije i SAP Kosova. Bio je čelni Izvršnog vijeća SAP Kosova, što je bila vlada SAP Kosovo unutar SFRJ. Dužnost je obnašao od svibnja 1978. godine kad ju je preuzeo od Bogoljuba Nedeljkovića do svibnja 1980. godine. Na dužnosti ga je naslijedio Riza Sapunxhiu.

## Životopis
Rođen je 9. veljače 1930. godine u Mikušnici kod Kosovske Mitrovice. Završio je višu školu društveno-političkih znanosti. Član Komunističke partije Jugoslavije postao je 1949. godine.
Obnašao je mnoge društveno-političke dužnosti:
- organizacijski sekretar Općinskog i Sreskog komiteta SK u Kosovskoj Mitrovici
- zastupnik Saveznog vijeća Savezne skupštine
- član Pokrajinskog komiteta SK Kosova
- član Glavnog odbora Socijalističkog saveza radnog naroda Srbije
- sekretar komisije u Centralnom komitetu SKJ
- predsednik radničkog saveta Kombinata „Trepča“
- sekretar u Vijeću Saveza sindikata Srbije
- sekretar Općinskog komiteta SK Kosovska Mitrovica od 1969. godine
- predsjednik Izvršnog vijeća Skupštine SAP Kosova od svibnja 1978. do svibnja 1980. godine

Umro je 16. studenoga 2011. godine u Ulcinju.